# Luana Patten
Luana Patten (ur. 6 lipca 1938, zm. 1 maja 1996) − amerykańska aktorka.

## Życiorys
Patten urodziła się 6 lipca 1938 w Long Beach w Kalifornii. Jej rodzice, Harvey T. Patten i Alberta Mae Miller, mieszkali do 1937 w Enid, skąd przenieśli się do Los Angeles. W 1946, gdy miała 8 lat, jej matka zaprowadziła ją do Hollywood Bowl, gdzie odbywało się przesłuchanie do filmu Walta Disneya Pieśń Południa. Spośród kilkuset dziewczynek biorących udział w kastingu została wybrana wraz z pięcioma innymi do zdjęć próbnych i ostatecznie otrzymała główną rolę Ginny Favers. Dzięki tej roli „wyśpiewała” sobie długoterminowy kontrakt z wytwórnią Disneya. Podobny otrzymał Bobby Driscoll za tenże film. Luana zaprzyjaźniła się z Bobbym na planie filmowym, tworząc zgrany duet, określany jako „Sweetheart Team”. Razem wystąpili w jeszcze kilku produkcjach Disneya. Następnie na kilka lat porzuciła karierę filmową i wróciła do szkoły.
26 września 1952 roku urodziła się jej siostra Marcy Lynn, z którą 4 lata później wystąpiła na planie filmu Joe Dakota. W 1954 mając 16 lat po raz pierwszy wyszła za mąż za Ronny’ego Huntleya, z którym się rozwiodła 5 lat później. W 1956 roku uczęszczała do Wilson High School w Long Beach i pracowała jako kasjerka w Lakewood Theater. W tym czasie na ekran powrócił film Pieśń Południa. Wystąpiła w jeszcze dwóch filmach Disneya Johnny Tremain (1957) i Za mną chłopcy! (1966), po czym jej kontrakt wygasł. Pracowała również dla takich wytwórni, jak Universal Pictures i Metro-Goldwyn-Mayer. W 1960 roku zdobyła drugie miejsce o nagrodę Golden Laurel w kategorii Top Female New Personality oraz 2 czerwca po raz drugi wyszła za mąż, tym razem za aktora Johna Smitha z którym rozwiodła się 3 grudnia 1964 roku. W 1970 występowała w serialu Adam-12, a 26 czerwca tegoż roku poślubiła Jerry’ego D. Maysa z którym wzięła rozwód w grudniu 1973. W 1988 po 18 letniej przerwie wystąpiła po raz ostatni, odgrywając niewielką rolę w filmie Grotesque.
1 maja 1996 Luana J. Patten zmarła w wieku 57 lat z powodu choroby płuc. Została Pochowana na Forest Lawn Memorial Park w Long Beach.

## Filmografia
| Rok       | Tytuł                               | Rola                              | Dodatkowe informacje |
| --------- | ----------------------------------- | --------------------------------- | --- |
| 1946      | Pieśń Południa                      | Ginny Favers                      | |
| 1947      | Mały władca Jim                     | panienka Choosey Glenson          | |
|           | Fun and Fancy Free                  | ona sama                          | |
| 1948      | So Dear to My Heart                 | Tildy                             | |
| 1948      | Kolorowe melodie                    | ona sama                          | |
| 1948      | Pecos Bill                          | ona sama                          | krótkometrażowy |
| 1956      | Rock, Pretty Baby                   | Joan Wright                       | |
| 1957      | Joe Dakota                          | Jody Weaver                       | |
| 1957      | Johnny Tremain                      | Priscilla Lapham                  | |
| 1957      | Disneyland                          | Tildy                             | w odcinku: The Liberty Story |
| 1958      | Cimarron City                       | Elizabeth Buckley                 | w odcinku: Twelve Guns |
| 1958      | The Restless Years                  | Polly Fisher                      | |
| 1958      | The Restless Gun                    | Celia Austin                      | w odcinku: The Nowhere Kid |
| 1958      | The Millionaire                     | Susan Birchard                    | w odcinku: The Susan Birchard Story |
| 1959      | Wagon Train                         | Ruth Marshall Natalie Garner      | w odcinkach: The Ruth Marshall Story jako Ruth Marshall The Hunter Malloy Story jako Natalie Garner                                                  |
| 1959      | The Young Captives                  | Ann Howel                         | |
| 1959      | Poszukiwany: żywy lub martwy        | Abbie Fenton                      | w docinku: Call Your Shot |
| 1959–1960 | The Adventures of Ozzie & Harriet   | Cathy Betty Betty Fairchild       | w odcinkach: Rick's English Literature Class (1960) jako Cathy The Other Guy's Girl (1959) jako Betty The Exploding Book (1959) jako Betty Fairchild |
| 1960      | The Music Box Kid                   | Margaret Shaw                     | |
| 1960      | Dom ze wzgórza                      | Elizabeth „Libby” Halstead        | |
| 1960      | Rawhide                             | Maeve Lismore                     | w odcinku: Incident of the Druid Curse |
| 1961      | A Thunder of Drums                  | Tracey Hamilton                   | |
| 1961      | The Little Shepherd of Kingdom Come | Melissa Turner                    | |
| 1961      | Idź nago w świat                    | Yvonne Stratton                   | |
| 1962      | Shoot Out at Big Sag                | Hannah Hawker                     | |
| 1966      | F Troop                             | Mindy McGurney                    | w odcinku: The Ballot of Corporal Agarn |
| 1966      | Bonanza                             | Lorna Medford                     | w odcinku: Credit for a Kill |
| 1966      | Za mną chłopcy!                     | Nora White                        | |
| 1966      | Perry Mason                         | Cynthia Perkins                   | w odcinku: The Case of the Scarlet Scandal |
| 1967–1970 | Dragnet 1967                        | Ruth Dutcher Cheryl Randall Angie | w odcinkach: Missing Persons: The Body (1970) jako Ruth Dutcher Burglary: The Son (1970) jako Cheryl Randall The Bookie (1967) jako Angie            |
| 1969      | Daniel Boone                        | Lucy                              | w odcinku: The Cache |
| 1969      | They Ran for Their Lives            | Barbara Collins                   | |
| 1970      | Adam-12                             | Adeline                           | w odcinku: Log 94: Vengeance |
| 1988      | Grotesque                           | Gotycka staruszka                 | |